# Maria Nietyksza

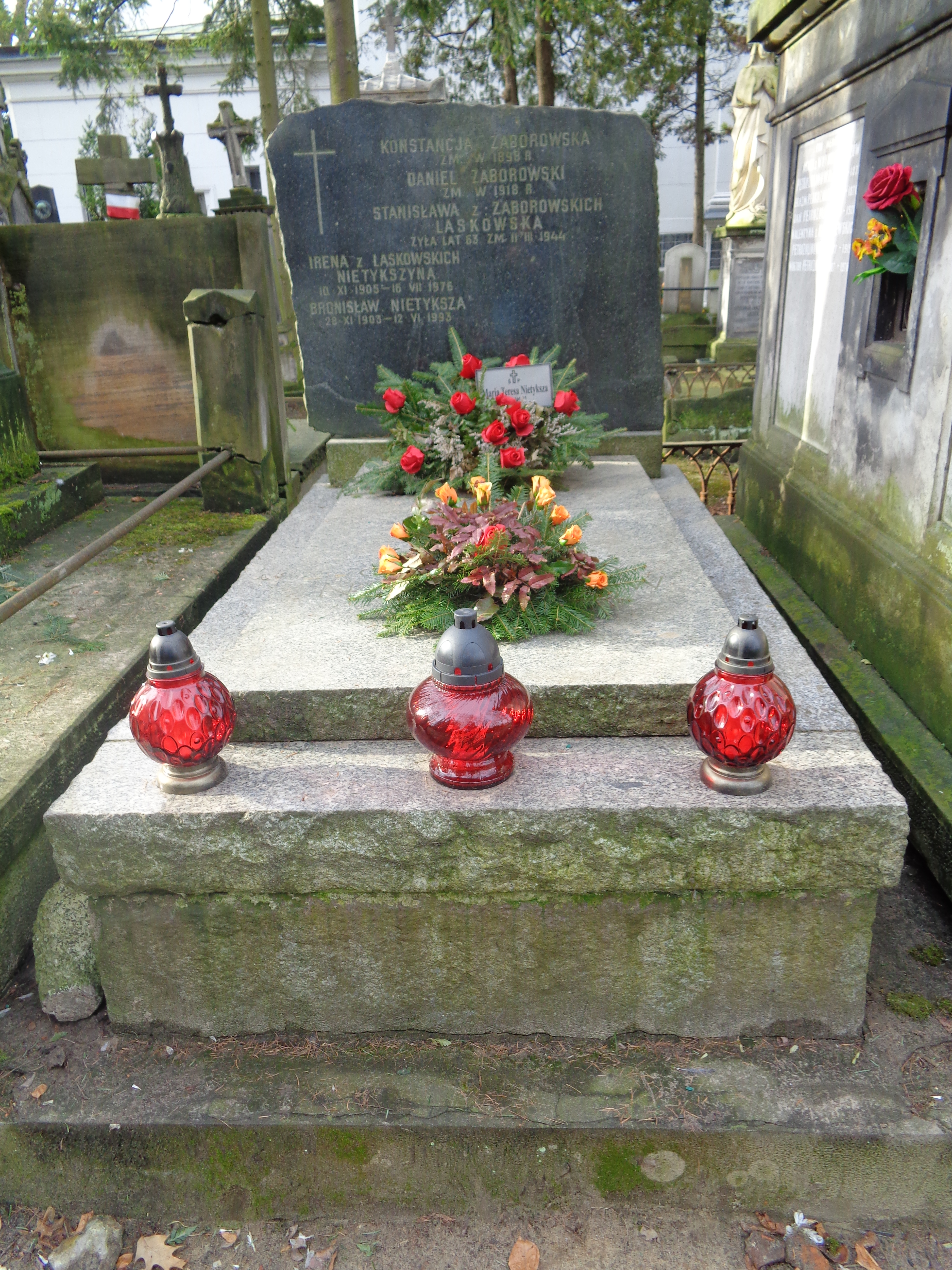
Grób Marii Nietykszy na cmentarzu Powązkowskim

Maria Teresa Nietyksza (ur. 12 sierpnia 1936 w Warszawie, zm. 29 grudnia 2017) – polska historyk, doktor habilitowana nauk humanistycznych, profesor nadzwyczajny Uniwersytetu Warszawskiego, specjalistka w zakresie historii XIX wieku.

## Życiorys
W 1960 uzyskała na Uniwersytecie Warszawskim tytuł zawodowy magistra. Tam też w 1969 otrzymała stopień naukowy doktora. Stopień naukowy doktora habilitowanego nauk humanistycznych nadano jej w 1981. W 1991 objęła stanowisko profesora nadzwyczajnego UW.
5 stycznia 2018 została pochowana na cmentarzu Powązkowskim w Warszawie (kwatera 7-1-12)

## Wybrane publikacje
- Ludność Warszawy na przełomie XIX i XX wieku, Warszawa 1971
- Rozwój miast i aglomeracji miejsko-przemysłowych w Królestwie Polskim: 1865–1914, Warszawa 1986
- Wincentego Kosteckiego listy z Elsnerowa 1854–1864,  (red.), Warszawa 1996
- Wspólnoty lokalne i środowiskowe w miastach i miasteczkach ziem polskich pod zaborami i po odzyskaniu niepodległości, (red. nauk.) Toruń 1998
- Społeczeństwo w dobie przemian. Wiek XIX i XX: księga jubileuszowa profesor Anny Żarnowskiej, (współred. nauk.) Warszawa 2003